# Belägringen av Babylon (690 f.Kr.)

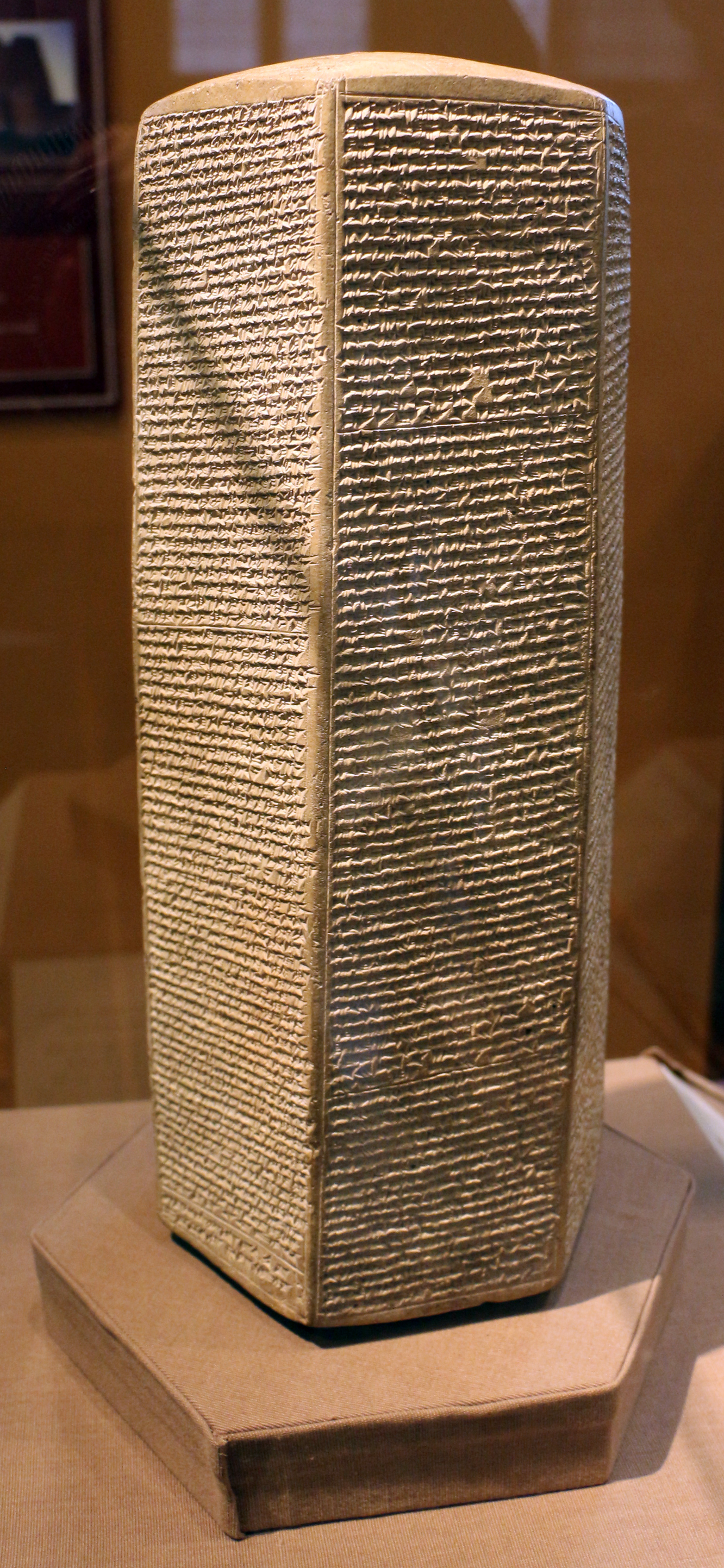
Sanheribs prisma, som berättar om Sanheribs olika militära kampanjer och avslutas med erövrandet av Babylon. Idag finns den att beskåda på orientaliska institutet i University of Chicago.

Belägringen av Babylon anses vara slutet på Sanheribs babyloniska kampanj och ägde rum efter slaget vid Hulale 691 f.Kr.

## Slaget
Sanherib av Assyrien hade förlorat sin äldsta son Ashur-nadin-shumi i ett babyloniskt uppror vilket lett honom in i en lång och blodig kampanj mot Elam och Babylonien. Striderna hade tidigare slutat oavgjort eller med pyrriska assyriska segrar mot babylonierna och deras allierade och få landvinningar hade gjorts men när kung Humban-nimena av Elam drabbades av en stroke i slutet av 691 f.Kr. eller början av 690 f.Kr. stod Babylon plötsligt ensamt vilket fick Sanherib att inse att det perfekta läget att göra slut på riket var nu. Sanherib återvände till Babylonien med förnyad kraft och han nådde snabbt fram till huvudstaden Babylon som belägrades. 
Många i det assyriska rådet ville att Babylon än en gång skulle tvingas bli en vasallstat till Assyrien, men Sanherib, nu en gammal man bitter över sin sons död, ville göra slut på det babyloniska hotet en gång för alla. När staden väl föll plundrades den totalt med en våldsamhet som till och med assyrierna själva reagerade över. Staden förstördes till grunden och stora delar av det babyloniska riket gick sedan samma öde till mötes.
Den våldsamma plundringen av Babylonien tros ha varit en bidragande faktor till att Sanherib mördades av två av sina söner åtta år efter erövrandet. När hans son Esarhaddon kom till makten i Assyrien påbörjade han ett återuppförande av Babylon och många av de babylonier som tagits till fånga under hans fars kampanjer friades och tilläts återvända till sitt hemland. Esarhaddon skulle bli den enda assyriske storkungen som aldrig var tvungen att krossa ett uppror i Babylon, något som antagligen berodde dels på hans välvilliga inställning till riket och dels på att hans far krossat riket till grunden.